# Matti Rönkä
Matti Rönkä (Outokumpu, 9 settembre 1959) è uno scrittore e giornalista finlandese.

## Biografia
Matti Rönkä è nato nel 1959 a Outokumpu, nella Carelia Settentrionale, terra di confine tra la Finlandia e la Russia e vive e lavora a Helsinki.
Ha esordito nella narrativa nel 2002 con L' uomo con la faccia da assassino, introducendo la figura dell'investigatore privato Victor Karppa (protagonista anche del romanzo successivo) e ha vinto, tra gli altri, il prestigioso Premio Glasnyckeln nel 2007 per Ystävät kaukana.
Molto popolare in patria, dal 2003 è conduttore di un programma giornaliero di attualità che gli ha fatto guadagnare il titolo di “Suomen ääni” (“La voce della Finlandia”).

## Opere principali
- L'uomo con la faccia da assassino (Tappajan näköinen mies, 2002), Milano, Iperborea, 2011 traduzione di Marcello Ganassini ISBN 978-88-7091-407-8.
- Fratello buono, fratello cattivo (Hyvä veli, paha veli, 2003), Milano, Iperborea, 2013 traduzione di Cira Almenti ISBN 978-88-7091-416-0.
- Ystävät kaukana (2005)
- Mies rajan takaa (2007)
- Isä, poika ja paha henki (2008)
- Tuliaiset Moskovasta (2009)
- Väärän maan vainaja (2010)

## Alcuni riconoscimenti
- Premio Vuoden johtolanka: 2006 per Ystävät kaukana
- Glasnyckeln: 2007 per Ystävät kaukana
- Deutscher Krimi Preis: 2008 per L' uomo con la faccia da assassino